# شتاینهاگن (روستوک)
شتاینهاگن (به آلمانی: Steinhagen) یک شهر در آلمان است که در روشتوک واقع شده‌است. شتاینهاگن ۸۴۶ نفر جمعیت دارد.